# Петров Євген Анатолійович
Євге́н Анато́лійович Петро́в (29 вересня 1991 — 29 серпня 2014) — солдат Збройних сил України, навідник-оператор бойової машини 17-ї танкової бригади.
Учасник війни на сході України, загинув у с. Червоносільське під час виходу українських військ з Іловайська.

## Життєпис
Народився 29 вересня 1991 року на Луганщині у м. Попасна. У дитинстві полюбляв майструвати моделі танків. Вчився у школі № 25, після неї вступив у Попаснянський ліцей залізничного транспорту, проте не завершив навчання там. Деякий час з батьками жив у Молдавії, але потім сім'я повернулася до України. Після розлучення батьків і далі спілкувався з батьком, який створив нову сім'ю. Мати часто їздила до Росії.
У 2013 році підписав контракт зі Збройними силами України. З 2013 року змінив кілька місць служби. Спочатку він був у 92-й бригаді, потім переводився у 93-тю, з неї — у 17-ту танкову.
Заступник командира бойової машини — навідник оператор, 17-та окрема танкова бригада.
26 серпня на БМП № 132 прикривав вогнем бійців «Донбасу» у вуличних боях.
29 серпня 2014-го загинув під час бою з російськими військами у Червоносільському — українська колона намагалась прорватися з Іловайського котла. Євген перебував у складі екіпажу БМП № 132, разом з автомобілями батальйону «Донбас» в'їхав на околицю Червоносільського, де по них випустили три ПТУРи, а третій влучив у його БМП. Тіло Євгена згоріло в бойовій машині. У БМП № 132 також загинули бійці 93-ї окремої механізованої бригади Віктор Ходак та Олексій Баланчук.

### Ідентифікація
Станом на березень 2017 року Євгенова мати лишались на окупованій території, відмовлялася від контактів з українською стороною. Про батька не було нічого відомо, оскільки той давно не жив із родиною Євгена. З огляду на це, встановити його серед невпізнаних загиблих не було можливим. Вважалося, що рештки Євгена були поховані на Краснопільському кладовищі у місті Дніпро.
У березні 2018 року із редакцією Книги пам'яті зв'язався син батька Євгена від другого шлюбу, завдяки чому вдалося знайти батька — він мешкав у Попасній. Батько здав зразки ДНК, Євген Петров був ідентифікований серед загиблих, похованих у м. Запоріжжя.
15 грудня 2018 року був перепохований у м. Попасна.
Без Євгена лишились батьки, сестра і кохана дівчина.

## Нагороди та вшанування
- указом Президента України № 47/2019 від 28 лютого 2019 року «за особисту мужність і самовіддані дії, виявлені у захисті державного суверенітету та територіальної цілісності України, зразкового виконання військового обов'язку» — нагороджений орденом «За мужність» III ступеня (посмертно)[3]
- Його портрет розміщений на меморіалі «Стіна пам'яті полеглих за Україну» у Києві: секція 3, ряд 6, місце 23
- Вшановується 29 серпня на щоденному ранковому церемоніалі вшанування українських захисників, які загинули цього дня у різні роки внаслідок російської збройної агресії[4]

### Відео
- Бои за Иловайск // LB.ua, 26 серпня 2014 — Євген Петров у люку башти БМП № 132 у шлемофоні